# Svitavy
Svitavy là một thị trấn thuộc huyện Svitavy, vùng Pardubický, Cộng hòa Séc.